# Municipio de Pennfield
El municipio de Pennfield (en inglés: Pennfield Township) es un municipio ubicado en el condado de Calhoun en el estado estadounidense de Míchigan. En el año 2010 tenía una población de 9001 habitantes y una densidad poblacional de 99,01 personas por km².

## Geografía
El municipio de Pennfield se encuentra ubicado en las coordenadas 42°22′55″N 85°6′50″O / 42.38194, -85.11389. Según la Oficina del Censo de los Estados Unidos, el municipio tiene una superficie total de 90.91 km², de la cual 88.75 km² corresponden a tierra firme y (2.38%) 2.16 km² es agua.

## Demografía
Según el censo de 2010, había 9001 personas residiendo en el municipio de Pennfield. La densidad de población era de 99,01 hab./km². De los 9001 habitantes, el municipio de Pennfield estaba compuesto por el 89.96% blancos, el 5.58% eran afroamericanos, el 0.56% eran amerindios, el 0.63% eran asiáticos, el 0.07% eran isleños del Pacífico, el 0.76% eran de otras razas y el 2.46% pertenecían a dos o más razas. Del total de la población el 2.84% eran hispanos o latinos de cualquier raza.